# México en la Clasificación de Concacaf para la Copa Mundial de Fútbol de 2002
La Selección de fútbol de México es uno de los treinta y cinco equipos nacionales que participaron en la clasificación de Concacaf para la Copa Mundial de Fútbol de 2002, en la que se definieron los representantes de Concacaf para la Copa Mundial de Fútbol de 2002 que se desarrolló en Corea del Sur y Japón.
La etapa preliminar —también denominada eliminatorias— se jugó en América del Norte, América Central y el Caribe desde el 5 de marzo de 2000 hasta el 11 de noviembre de 2001. El torneo definió 3 equipos que representarán a la Confederación de Norteamérica, Centroamérica y el Caribe de Fútbol en la Copa Mundial de Fútbol. 
El 11 de noviembre de 2001, México clasificó a la Copa Mundial de Fútbol de 2002 en la décima fecha de la última ronda tras vencer 3:0 a Honduras en el Estadio Azteca. Confirmó su decimosegunda participación en mundiales.

## Sistema de juego
El sistema de juego de las eliminatorias consistió en la segunda fase consistirá en una ronda de tres grupos con cuatro equipos cada uno, los primeros dos lugares clasifican a la última fase conocida como –hexagonal final–. La fase final consistirá en enfrentamientos de ida y vuelta todos contra todos, en total diez jornadas de tres juegos.
Los primeros tres puestos accedieron de manera directa a la Copa Mundial de Fútbol de 2002.

## Proceso de clasificación

### Segunda fase
La clasificación de Concacaf para la Copa Mundial de 2002 inició para la selección de México en la fase de grupos. La primera jornada fue doble, ambos partidos en —condición de visitante—. El primer compromiso fue el 16 de julio del 2000 en el Estadio Rommel Fernández de Panamá ante el seleccionado canalero, pese al mal planteamiento de Manuel Lapuente México sumó los primeros tres puntos con un agónico gol de Miguel Zepeda al 88'. Una semana después del triunfo en Panamá, nuevamente en calidad de visitante en el Hasely Crawford de Puerto España, la situación para México nuevamente fue inquietante pues no lograron marcar durante 85 minutos, el trinitario Russell Latapy marcó al 88 el gol de la victoria. Después de dos partidos con pésimo funcionamiento, Manuel Lapuente renunció al cargo de entrenador de la selección de México y más tarde fue sucedido por el reciente técnico campeón de la liga con el Toluca, Enrique Meza.
Tras dos jornadas y el cambio de entrenador, la eliminatoria tomó un descanso hasta el 15 de agosto, cuando se reanudó, Canadá era el próximo seleccionador a enfrentar, México siguió sin convencer pero ante un estadio Azteca con mitad de asistencia, obtuvo tres puntos por 2:0, José Manuel Abundis al comenzar el segundo tiempo marcó el primero, y el canadiense Paul Fenwick marcó en propia puerta al 81'.
El segundo enfrentamiento como local se dio cita el 3 de septiembre, cuando se recibió a la selección panameña, el encuentro fue muy distinto al disputado en julio en Ciudad de Panamá, La selección de México valpuleó 7:1 a la débil selección centroamericana, Víctor Ruiz abrió el primer tanto tan solo al minuto 8' de penalti, Abundis marcó el segundo al 36', Miguel Zepeda marcó el tres a cero al 44'antes del descanso. Para el segundo descanso el festín de goles llegó Cuauhtémoc Blanco incrementó la ventaja con un tanto al 47'. El futbolista Jorge Dely Valdés marcó la única anotación panameña al 54', pero en ese mismo minuto Rafael Márquez de cabeza (como llegaron la mayoría de los goles) marcó el quinto, el futbolista veterano Ramón Ramírez marcó el seis a uno, y el gol definitivo fue obra de Blanco de penalti para finalizar el encuentro.
México volvería a enfrentar a Trinidad y Tobago, en esta ocasión en el Azteca, otra —histórica goleada— se presenció en el estadio un mes después el 8 de octubre, pese a lo anterior, fue un momento de incertidumbre cuando el —mejor futbolista de México en aquel entonces—, Cuauhtémoc Blanco, quien militaba en el Valladolid español, recibió una agresión en la rodilla por parte del defensor trinitario Encil Elcock dentro del área cuando transcurría el minuto 74' del partido. Blanco se relegó de las canchas diez meses y se perdería la primera vuelta de la hexagonal. En el trámite del partido, los anotadores del juego fueron Blanco al 20' y 28' de penal, Jared Borgetti marcó triplete a los 26', 30' y 71', Duilio Davino al 66' y Víctor Ruiz marcó el penal contra Blanco para el 7:0 definitivo. Ambos selectivos clasificaron a la ronda decisiva. 
Ya clasificada a la última ronda, México únicamente se jugaba el primer lugar del grupo, Trinidad y Tobago venció a Panamá a domicilio, mientras la selección México y Canadá empataron sin goles en Toronto, finalizando segundo del grupo.

#### Tabla de posiciones
| Equipo            | Pts. | PJ | PG | PE | PP | GF | GC | Dif |
| ----------------- | ---- | -- | -- | -- | -- | -- | -- | --- |
| Trinidad y Tobago | 15   | 6  | 5  | 0  | 1  | 14 | 7  | +13 |
| México            | 13   | 6  | 4  | 1  | 1  | 17 | 2  | +15 |
| Canadá            | 5    | 6  | 1  | 2  | 3  | 1  | 8  | -9  |
| Panamá            | 1    | 6  | 0  | 1  | 5  | 1  | 16 | -17 |

| L\V                          | Bandera de Canadá | Bandera de México | Bandera de Panamá | Bandera de Trinidad y Tobago |
| Bandera de Canadá            |                   | 0:0               | 1:0               | 0:2                          |
| Bandera de México            | 2:0               |                   | 7:1               | 7:0                          |
| Bandera de Panamá            | 0:0               | 0:1               |                   | 0:1                          |
| Bandera de Trinidad y Tobago | 4:0               | 1:0               | 6:0               |                              |

|  | Clasificado a la Fase final. |

|  | Triunfo de México. |
|  | Empate.            |
|  | Derrota de México. |

#### Resultados
| Jornada | Fecha                   | Estadio                        | Local             |                              | Resultado |                              | Visitante         |
| ------- | ----------------------- | ------------------------------ | ----------------- | ---------------------------- | --------- | ---------------------------- | ----------------- |
| 1       | 16 de julio de 2000     | Rommel Fernández, Panamá       | Panamá            | Bandera de Panamá            | 0:1 (0:0) | Bandera de México            | México            |
| 2       | 23 de julio de 2000     | Hasely Crawford, Puerto España | Trinidad y Tobago | Bandera de Trinidad y Tobago | 1:0 (0:0) | Bandera de México            | México            |
| 3       | 15 de agosto de 2000    | Azteca, Ciudad de México       | México            | Bandera de México            | 2:0 (1:0) | Bandera de Canadá            | Canadá            |
| 4       | 3 de septiembre de 2000 | Azteca, Ciudad de México       | México            | Bandera de México            | 7:1 (3:0) | Bandera de Panamá            | Panamá            |
| 5       | 8 de octubre de 2000    | Azteca, Ciudad de México       | México            | Bandera de México            | 7:0 (4:0) | Bandera de Trinidad y Tobago | Trinidad y Tobago |
| 6       | 15 de noviembre de 2000 | Varsity Stadium, Toronto       | Canadá            | Bandera de Canadá            | 0:0       | Bandera de México            | México            |

### Fase final
Retomando el formato de la anterior eliminatoria, nuevamente un año antes del mundial se disputó la fase final de 2001 conocida como –hexagonal final–. Recordada como la hexagonal más competitiva y de mayor calidad en la historia de la Concacaf. La fase final contó con equipos muy competitivos como Costa Rica, Estados Unidos y Honduras, selecciones que tenían una de las mejores generaciones de su historia; en tanto los estadounidenses contaban con una generación que un año después alcanzó los cuartos de final en el Mundial de Corea y Japón 2002. Los equipos que complementaron la lista fueron Jamaica y Trinidad y Tobago.
La selección mexicana para la primera vuelta disputaría tres partidos como visitante y dos como local. La fase inició el 28 de febrero de 2001 en el Columbus Crew Stadium de Columbus, el primer rival sería Estados Unidos, por primera vez los americanos triunfaron sobre México después de 20 años en una eliminatoria por 2-0, con goles de Josh Wolff al minuto 47' y el gol definitivo por parte de Earnie Stewart al 87'. México inició con el pie izquierdo la clasificación como último de la tabla. Este histórico partido marcó una serie de victorias por el mismo marcador de los americanos ante México cada eliminatoria, y desde aquel día Colombus fue decretada sede oficial en los partidos de Estados Unidos contra México.
En el siguiente encuentro correspondiente a la segunda jornada, el rival próximo sería Jamaica en el Estadio Azteca, el 25 de marzo México derrotó 4-0 a la representación jamaiquina, en el medio tiempo ya ganaba 2-0 con doblete del futbolista Antonio de Nigris (15' y 18'). Más tarde Enrique Meza ingresó al delantero Jared Borgetti, quien respondió anotando un doblete cerca del final del partido en los minutos 84' y 88'. Los primeros tres puntos llegaron y México enderezaba su camino a la copa mundial subiendo tres escalafones a la tercera posición.
En la fecha 3, disputada el 25 de abril en el Queen's Park Oval de Puerto España, el oponente sería Trinidad y Tobago, un gol del trinitario Marvin Andrews al minuto 14' le complicó el partido al tricolor. México consiguió el empate por conducto de Pável Pardo en el minuto 61', pese a rescatar un punto y mantenerse en la tercera posición, el cuadro no mejoraba su nivel.
Para la jornada 4, disputada el 16 de junio de 2001, el partido sería en el hasta entonces infranqueable Estadio Azteca, Costa Rica no había comenzado de la mejor forma su eliminatoria pero si mostró nivel en sus anteriores partidos. Los mexicanos se adelantaron apenas al minuto 7' con gol de cabeza de José Manuel Abundis, el trámite no fue bueno para la selección, Costa Rica dominó el encuentro, no fue hasta el segundo tiempo cuando un gol de tiro libre del costarricense Rolando Fonseca al minuto 72', y otro más de Hernán Medford al 86', decretaron la primera derrota de México en el Azteca en un partido de eliminatoria. Como consecuencia, la prensa mexicana hizo una analogía del famoso –«Maracanazo» de Brasil– con esta derrota, bautizada como «Aztecazo», se pidió el cese de Meza, y en el caso deportivo el selectivo cayó hasta la quinta posición.
Cuatro días después, con la anterior derrota, la situación continuaba complicada, el conjunto azteca visitó a la selección de Honduras en el Estadio Olímpico Metropolitano de San Pedro Sula. En una noche histórica para los hondureños, el delantero Carlos Pavón se convirtió en el –primer futbolista «catracho» que le marca un hattrick a México– en eliminatorias, con un gol de cabeza al 32', otro al 56' y de pena máxima al 65; Víctor Ruiz descontó al 86' de tiro libre. Cabe mencionar que por primera vez en su historia, Honduras le marcó tres goles a México. Aquella jornada el selectivo quedó estancado en la quinta posición, consumada como la peor primera vuelta de la historia mexicana con solo cuatro puntos, producto de un triunfo, un empate y tres derrotas. Tras el término de encuentro, Enrique Meza fue destituido de su cargo como entrenador, siendo su sucesor Javier Aguirre.
El siguiente paso para Javier Aguirre era disputar la Copa América en Colombia, donde consiguió el subcampeonato perdiendo la final 1:0 ante los anfitriones. Con un equipo reestructurado, joven y con el regreso de Cuauhtémoc Blanco después de diez meses a las canchas tras su infame lesión. México requería ganar todos sus partidos para clasificar, Meza había dejado la situación muy complicada con solo 4 puntos cosechados.
Las clasificatorias regresaron para la segunda vuelta de la hexagonal, en la sexta jornada se midió ante Estados Unidos en el Estadio Azteca el 1 de julio, cerca de 110,000 espectadores presenciaron el encuentro. La selección mexicana dominó al conjunto norteamericano, en el minuto 15' Jared Borgetti anotó de cabeza el 1-0 con el México sumó tres puntos fundamentales, pese a la victoria, México continuaba fuera de la zona de clasificación.

En la fecha 7 el próximo equipo a enfrentar fue Jamaica en el Independence Park de Kingston, un partido muy trabado que comenzó mal para la escuadra de Aguirre, el defensor Heriberto Morales marcó en propia puerta para los jamaiquinos al minuto 11'. Sin embargo Cuauhtémoc Blanco (68' y 76') marcó los dos tantos para la remontada por 2-1 en su regreso a selección. Con el triunfo escaló a la cuarta posición con 10 unidades.
El 5 de septiembre, el Azteca recibió a Trinidad y Tobago para el octavo enfrentamiento, Alberto García Aspe al 25' de penal, Jesús Arellano al 44' y Blanco de penal 86' marcaron para el triunfo de 3-0 y se concretó la tercera victoria consecutiva tricolor, así México regresó a zona de calificación escalando al tercer peldaño de la tabla con 13 puntos.
Restaban dos fechas, ante Costa Rica el 7 de octubre, en el Estadio Ricardo Saprissa, ambos equipos lograron el empate sin anotaciones, pese a que en el trámite del partido los costarricenses fueron superiores a los del representativo mexicano. El empate mantenía al selectivo en tercera posición con 14 puntos.
El 11 de noviembre llegó la fecha final, México aún no sellaba matemáticamente su clasificación y disputaba un cupo con dos equipos: Honduras y Estados Unidos. México enfrentaba a Honduras en el Estadio Azteca, los catrachos dejaron escapar su boleto en casa al perder contra los trinitarios, por lo tanto debían ganar el encuentro. Previo al encuentro algunos futbolistas y el director técnico de Honduras habían pronosticado otra derrota mexicana. Honduras planteó un partido defensivo, no así México finalmente logró abrir el marcador con Cuauhtémoc Blanco en los minutos 65' y otro al 78' de tiro penal, Francisco Palencia marcó el segundo al 72'. México venció 3-0 y eliminó a Honduras, junto con Costa Rica (1°) y Estados Unidos (3°) clasificó a la Copa Mundial de Fútbol de 2002. Javier Aguirre funcionó y logró clasificar en segundo lugar de la zona cuanto parecía un panorama más negro con cuatro victorias y un empate en la segunda vuelta. En gran medida contribuyó al resurgimiento del equipo, el regreso de Cuauhtémoc Blanco y el relevo generacional gestado por Aguirre.

#### Tabla de posiciones
| Equipo            | Pts. | PJ | PG | PE | PP | GF | GC | Dif |
| ----------------- | ---- | -- | -- | -- | -- | -- | -- | --- |
| Costa Rica        | 23   | 10 | 7  | 2  | 1  | 17 | 7  | 10  |
| México            | 17   | 10 | 5  | 2  | 3  | 16 | 9  | 7   |
| Estados Unidos    | 17   | 10 | 5  | 2  | 3  | 11 | 8  | 3   |
| Honduras          | 14   | 10 | 4  | 2  | 4  | 17 | 17 | 0   |
| Jamaica           | 8    | 10 | 2  | 2  | 6  | 7  | 14 | -7  |
| Trinidad y Tobago | 5    | 10 | 1  | 2  | 7  | 5  | 18 | -13 |

| L\V                          | Bandera de Costa Rica | Bandera de Estados Unidos | Bandera de Honduras | Bandera de Jamaica | Bandera de México | Bandera de Trinidad y Tobago |
| Bandera de Costa Rica        |                       | 2:0                       | 2:2                 | 2:1                | 0:0               | 3:0                          |
| Bandera de Estados Unidos    | 1:0                   |                           | 2:3                 | 2:1                | 2:0               | 2:0                          |
| Bandera de Honduras          | 2:3                   | 1:2                       |                     | 1:0                | 3:1               | 0:1                          |
| Bandera de Jamaica           | 0:1                   | 0:0                       | 1:1                 |                    | 1:2               | 1:0                          |
| Bandera de México            | 1:2                   | 1:0                       | 3:0                 | 4:0                |                   | 3:0                          |
| Bandera de Trinidad y Tobago | 0:2                   | 2:4                       | 1:2                 | 1:2                | 1:1               |                              |

|  | Clasificado a la Copa Mundial de Fútbol de 2002. |

#### Evolución de posiciones
| País / Fecha      | 1  | 2  | 3  | 4  | 5  | 6  | 7  | 8  | 9  | 10 |
| ----------------- | -- | -- | -- | -- | -- | -- | -- | -- | -- | -- |
| Costa Rica        | 4° | 2° | 2° | 2° | 1° | 1° | 1° | 1° | 1° | 1° |
| México            | 6° | 3° | 3° | 5° | 5° | 5° | 4° | 3° | 3° | 2° |
| Estados Unidos    | 1° | 1° | 1° | 1° | 1° | 2° | 2° | 4° | 2° | 3° |
| Honduras          | 3° | 5° | 5° | 3° | 3° | 3° | 2° | 2° | 4° | 4° |
| Jamaica           | 2° | 4° | 4° | 4° | 4° | 4° | 5° | 5° | 5° | 5° |
| Trinidad y Tobago | 5° | 6° | 6° | 6° | 6° | 6° | 6° | 6° | 6° | 6° |

#### Partidos
| Jornada | Fecha                   | Estadio                                | Local             |                              | Resultado |                              | Visitante         |
| ------- | ----------------------- | -------------------------------------- | ----------------- | ---------------------------- | --------- | ---------------------------- | ----------------- |
| 1       | 28 de febrero de 2001   | Columbus Crew, Columbus                | Estados Unidos    | Bandera de Estados Unidos    | 2:0 (0:0) | Bandera de México            | México            |
| 2       | 25 de marzo de 2001     | Azteca, Ciudad de México               | México            | Bandera de México            | 4:0 (2:0) | Bandera de Jamaica           | Jamaica           |
| 3       | 25 de abril de 2001     | Queen's Park Oval, Puerto España       | Trinidad y Tobago | Bandera de Trinidad y Tobago | 1:1 (1:0) | Bandera de México            | México            |
| 4       | 16 de junio de 2001     | Azteca, Ciudad de México               | México            | Bandera de México            | 1:2 (1:0) | Bandera de Costa Rica        | Costa Rica        |
| 5       | 20 de junio de 2001     | Olímpico Metropolitano, San Pedro Sula | Honduras          | Bandera de Honduras          | 3:1 (1:0) | Bandera de México            | México            |
| 6       | 1 de julio de 2001      | Azteca, Ciudad de México               | México            | Bandera de México            | 1:0 (1:0) | Bandera de Estados Unidos    | Estados Unidos    |
| 7       | 2 de septiembre de 2001 | Parque Independence, Kingston          | Jamaica           | Bandera de Jamaica           | 1:2 (1:0) | Bandera de México            | México            |
| 8       | 5 de septiembre de 2001 | Azteca, Ciudad de México               | México            | Bandera de México            | 3:0 (2:0) | Bandera de Trinidad y Tobago | Trinidad y Tobago |
| 9       | 7 de octubre de 2001    | Ricardo Saprissa Aymá, Tibás           | Costa Rica        | Bandera de Costa Rica        | 0:0       | Bandera de México            | México            |
| 10      | 11 de noviembre de 2001 | Azteca, Ciudad de México               | México            | Bandera de México            | 3:0 (0:0) | Bandera de Honduras          | Honduras          |

## Goleadores
| Jugador             | Equipo (s)                           | Goles anotados | PJ | Minutos jugados | Tarjetas Amarillas | Tarjetas roja directa |
| ------------------- | ------------------------------------ | -------------- | -- | --------------- | ------------------ | --------------------- |
| Cuauhtémoc Blanco   | Real Valladolid C. F. (2000-2001)    | 9              | 7  | 475             |                    |                       |
| Jared Borgetti      | Santos Laguna (2000-2001)            | 6              | 8  | 574             |                    |                       |
| José Manuel Abundis | Atlante (2000-2001)                  | 3              | 6  | 268             |                    |                       |
| Víctor Ruiz         | Toluca (2000-2001)                   | 3              | 10 | 696             |                    |                       |
| Antonio de Nigris   | Monterrey (2000-2001)                | 2              | 3  | 185             |                    |                       |
| Ramón Ramírez       | Tigres (2000-2001)                   | 2              | 5  | 436             |                    |                       |
| Alberto García Aspe | Puebla (2000-2001)                   | 1              | 5  | 354             |                    |                       |
| Jesús Arellano      | Monterrey (2000-2001)                | 1              | 7  | 432             |                    |                       |
| Duilio Davino       | América (2000-2001)                  | 1              | 7  | 630             |                    |                       |
| Pável Pardo         | América (2000-2001)                  | 1              | 10 | 900             |                    |                       |
| Miguel Zepeda       | Atlas (2000-2001)                    | 1              | 11 | 631             |                    |                       |
| Rafael Márquez      | Mónaco (2000-2001)                   | 1              | 11 | 953             |                    |                       |
| Francisco Palencia  | Cruz Azul (2000-2001) Español (2001) | 1              | 14 | 912             |                    |                       |